# Dicranomyia plurispina
Dicranomyia plurispina är en tvåvingeart som beskrevs av Alexander 1925. Dicranomyia plurispina ingår i släktet Dicranomyia och familjen småharkrankar. Inga underarter finns listade i Catalogue of Life.